# Гекхан Аккан
Гекхан Аккан (тур. Gökhan Akkan, нар. 1 січня 1995, Йозгат) — турецький футболіст, воротар клубу «Чайкур Різеспор».
Виступав, зокрема, за клуб «Анкарагюджю», а також молодіжну збірну Туреччини.

## Клубна кар'єра
Народився 1 січня 1995 року в місті Йозгат. Вихованець юнацьких команд футбольних клубів «Сінджан Беледієспор», «Османлиспор» та «Анкарагюджю».
У дорослому футболі дебютував 2012 року виступами за команду «Анкарагюджю», в якій провів три сезони, взявши участь у 63 матчах нижчих дивізіонів країни. Більшість часу, проведеного у складі «Анкарагюджю», був основним голкіпером команди.
До складу клубу «Чайкур Різеспор» приєднався 2015 року, у складі якого і дебютував у турецькій Суперлізі. Станом на 6 червня 2020 року відіграв за команду з Різе 105 матчів в національному чемпіонаті.

## Виступи за збірні
2009 року дебютував у складі юнацької збірної Туреччини (U-15), загалом на юнацькому рівні взяв участь у 9 іграх.
2016 року залучався до складу молодіжної збірної Туреччини. На молодіжному рівні зіграв у 4 офіційних матчах, пропустив 2 голи.

## Статистика виступів

### Статистика клубних виступів
| Сезон                       | Команда                     | Чемпіонат                   | Чемпіонат | Чемпіонат | Національний кубок | Національний кубок | Національний кубок | Континентальні кубки | Континентальні кубки | Континентальні кубки | Інші змагання | Інші змагання | Інші змагання | Усього | Усього |
| Сезон                       | Команда                     | Ліга                        | Ігор      | Голів     | Ліга               | Ігор               | Голів              | Ліга                 | Ігор                 | Голів                | Ліга          | Ігор          | Голів         | Ігор   | Голів  |
| --------------------------- | --------------------------- | --------------------------- | --------- | --------- | ------------------ | ------------------ | ------------------ | -------------------- | -------------------- | -------------------- | ------------- | ------------- | ------------- | ------ | ------ |
| 2012–13                     | «Анкарагюджю»               | 1Л (ІІ)                     | 13        | -25       | КТ                 | 2                  | -1                 | -                    | -                    | -                    | -             | -             | -             | 15     | -26    |
| 2013–14                     | «Анкарагюджю»               | 2Л (ІІІ)                    | 18        | -19       | КТ                 | 0                  | 0                  | -                    | -                    | -                    | -             | -             | -             | 18     | –      |
| 2014–15                     | «Анкарагюджю»               | 2Л (ІІІ)                    | 32        | -33       | КТ                 | 5                  | -7                 | -                    | -                    | -                    | -             | -             | -             | 37     | -40    |
| Усього за «Анкарагюджю»     | Усього за «Анкарагюджю»     | Усього за «Анкарагюджю»     | 63        | -77       |                    | 7                  | -8                 |                      | -                    | -                    |               | -             | -             | 70     | -85    |
| 2015–16                     | «Чайкур Різеспор»           | СЛ                          | 1         | -1        | КТ                 | 9                  | -7                 | -                    | -                    | -                    | -             | -             | -             | 10     | -8     |
| 2016–17                     | «Чайкур Різеспор»           | СЛ                          | 15        | -21       | КТ                 | 9                  | -9                 | -                    | -                    | -                    | -             | -             | -             | 24     | -30    |
| 2017–18                     | «Чайкур Різеспор»           | 1Л (ІІ)                     | 17        | -23       | КТ                 | 1                  | -1                 | -                    | -                    | -                    | -             | -             | -             | 18     | -24    |
| Усього за «Чайкур Різеспор» | Усього за «Чайкур Різеспор» | Усього за «Чайкур Різеспор» | 33        | -45       |                    | 19                 | -17                |                      | -                    | -                    |               | -             | -             | 52     | -62    |
| Усього за кар'єру           | Усього за кар'єру           | Усього за кар'єру           | 96        | -122      |                    | 26                 | -25                |                      | -                    | -                    |               | -             | -             | 122    | -147   |